# Éditions Verdier
Pour les articles homonymes, voir Verdier.
Les Éditions Verdier sont une maison d'édition fondée en 1979 dans l'Aude, à Lagrasse.

## Histoire
Verdier est créé par Gérard Bobillier, Colette Olive, Michèle Planel et Benoît Rivero, en dialogue avec Benny Lévy et Charles Mopsik, à qui est confiée la première collection, dans la continuité de leur engagement auprès de la Gauche prolétarienne,. Son premier titre est édité le 16 juillet 1979.
Verdier était à l'origine une maison dans le sud où se sont réunis plusieurs étés de suite Benny Lévy et ses compagnons pour échanger autour de la politique, de la philosophie et de la pensée hébraïque. La maison d'édition sera fondée dans cette maison. 
La maison, qui possède aujourd'hui une permanence dans le XXe arrondissement de Paris, publie dans les disciplines suivantes : littérature, sciences humaines, philosophie et spiritualités.
C'est d'abord autour de la collection « Les Dix Paroles » (grands textes de la tradition juive), fondée par Charles Mopsik, que le catalogue s'est développé. La littérature française et étrangère a ensuite donné corps à ce dernier.
Parmi les œuvres marquantes, on note une nouvelle édition en français des Récits de la Kolyma de Varlam Chalamov.
Le ministère de la Culture italien a décerné à la collection « Terra d’Altri » le Prix national de traduction en 1990.
En 2005, l’éditeur crée la collection « L’image » dans laquelle paraîtront quatre titres. En mai 2007, il crée sa collection d'ouvrages au format de poche : « Verdier/poche ».

### Quelques prix littéraires
- 1997 : La Grande Beune de Pierre Michon, prix Louis-Guilloux[7]
- 1999 : La Demande de Michèle Desbordes[8] :
  - prix du roman France Télévisions
  - prix du jury Jean-Giono
  - prix des auditeurs de la RTBF
- 2000 : Cavatine. Bernard Simeone a obtenu le prix du livre du département du Rhône, catégorie Belles Lettres et Récits (lauréat 2000)
- 2001 : La Demande de Michèle Desbordes, prix Flaïano de littérature étrangère[8]
- 2002 : Abbés et Corps du roi de Pierre Michon, prix Décembre[7]
- 2004 : Le Poing dans la bouche de Georges-Arthur Goldschmidt, prix France Culture
- 2006 : Charles-Henri de Fouchécour, pour la traduction du persan de Divân de Hafez de Chiraz, prix de traduction Nelly Sachs
- 2007 : Au Diable Vauvert d’Evgueni Zamiatine dont la traduction par Jean-Baptiste Godon remporta le 1er prix Russophonie
- 2008 : Têtes interverties de Léonid Guirchovitch dont la traduction en français par Luba Jurgenson emporta une mention spéciale au 2e prix Russophonie
- 2009 :
  - Les Onze de Pierre Michon, Grand prix du roman de l'Académie française[7].
  - Éloge des voyages insensés de Vassili Golovanov dont la traduction en français par Hélène Châtelain emporta le 3e prix Russophonie
- 2011 :
  - Luba Jurgenson, pour la traduction d’Apologie de Pluchkine. De la dimension humaine des choses, de Vladimir Nikolaïevitch Toporov, 5e prix Russophonie
  - Solène de François Dominique, prix Wepler, mention spéciale du Jury[9]
- 2012 :
  - Anne-Marie Tatsis-Botton, pour la traduction de Souvenirs du futur, de Sigismund Krzyzanowski  (ISBN 978-2-8643-2619-9), 6e prix Russophonie
  - La Tourmente de Vladimir Sorokine  (ISBN 978-2-86432-657-1) dont la traduction en français par Anne Coldefy-Faucard emporta une Mention spéciale au 6e prix Russophonie
  - Les Œuvres de miséricorde de Mathieu Riboulet, prix Décembre
  - Solène de François Dominique, prix Littéraire Charles Brisset[9]
- 2013 : Schubert à Kiev de Léonid Guirchovitch  (ISBN 978-2-86432-668-7) dont la traduction en français par Luba Jurgenson emporta une mention spéciale au 7e prix Russophonie
- 2020 : Avant que j'oublie d'Anne Pauly, prix du Livre Inter
- 2021 : Mahmoud ou la montée des eaux d'Antoine Wauters, prix Wepler, prix Marguerite Duras, prix du Livre Inter